# Strumigenys probatrix
Strumigenys probatrix is een mierensoort uit de onderfamilie van de Myrmicinae. De wetenschappelijke naam van de soort is voor het eerst geldig gepubliceerd in 1964 door Brown.